# مارسلینوس کومس
مارسلینوس کومس (به لاتین: Marcellinus Comes) رویدادنامه‌نویس ایلیریایی در امپراتوری بیزانس بود. وی ظاهراً به سال ۵۳۴ درگذشته ولی مؤلفی گمنام رویدادنامهٔ او که از ۳۷۹ میلادی آغاز شده‌بود را تا ۵۶۶ میلادی ادامه می‌دهد. مارسلینوس کومس اگرچه کتابش را مانند همنام سدهٔ چهارمیِ خود؛ آمیانوس مارسلینوس به زبان لاتین نگاشته (که مخاطبانش در بخشِ غربی امپراتوری بودند)، ولی توجهش به سوی بیزانس و شرق بوده‌است. خود وی نیز بیش‌تر عمرش را در قسطنطنیه سپری کرده‌بود.

## آثار
امروزه تنها یک اثر از مارسلینوس باقی مانده‌است و آن هم رویدادنامه است که ادامهٔ کار تاریخ کلیسایی اثر اوسبیوس قیصری است.
این کتاب دورهٔ زمانی ۳۷۹ تا ۵۳۴ میلادی را پوشش می‌دهد ولی مؤلفی گمنام، بعدها این رویدادنامه را تا سال ۵۶۶ میلادی ادامه می‌دهد.